# Herzogtum Narbonne
Das Herzogtum Narbonne war ein Titularherzogtum des hohen Mittelalters in Frankreich. Die Grafen von Toulouse führten den Titel eines Herzogs von Narbonne, um ihren Anspruch der auf die Oberhoheit über die historische Landschaft Septimanien zu dokumentieren, die den nördlich der Pyrenäen gelegenen Teil des alten Gothien ausmachte. Das betreffende Gebiet entsprach in seinem Umfang etwa der ehemaligen französischen Region Languedoc-Roussillon. Mit einer realen Territorialherrschaft war der Titel des Herzogs von Narbonne nicht verbunden.
Das Gebiet, welches das Herzogtum Narbonne ausmachen sollte, war im 9. Jahrhundert schon einmal in der unter Karl dem Großen gebildeten gotischen Mark des fränkischen Reichs zusammengefasst, welche aber schnell zerfiel. Letzter Träger des markgräflichen Titels war Herzog Wilhelm I. der Fromme von Aquitanien († 918). Nach dessen Tod entfaltete die Grafenfamilie von Toulouse ihre Dominanz über den Raum des heutigen Südostfrankreich.

## Das Herzogtum
Die Grafschaft Toulouse war ursprünglich dem feudalen Gefüge des Königreichs, beziehungsweise des Herzogtums Aquitaniens angehörig, im frühen 10. Jahrhundert kämpften seine Grafen gar um die Vorherrschaft über Aquitanien, das in der Anerkennung des Grafen Raimund III. Pons als Herzog von Aquitanien durch König Rudolf im Jahr 932 mündete. Letztlich aber konnten sie sich nicht dauerhaft an der Spitze Aquitaniens durchsetzen und traten sie an die Grafen des Poitou ab. Die Grafen von Toulouse separierten sich in der Folge von Aquitanien und gingen daran eine eigene Oberherrschaft in Form eines Herzogtums über die Feudalherren der östlich an ihnen angrenzenden Region Septimanien zu errichten, die zu verwirklichen allerdings nie vollständig gelang.
Die größten Konkurrenten der Tolosaner Grafen um die Vorherrschaft in Septimanien stellten die Grafen von Barcelona, beziehungsweise später die Könige von Aragón dar, die von ihrem katalanischen Stammland aus über Septimanien eine Landverbindung zu der ebenfalls von ihnen gehaltene Provence zu schlagen suchten. Folglich kollidierten die Interessen beider Mächte in diesem Raum, der häufig auch militärisch ausgetragen wurde. Die Grafen von Toulouse konnten eine Oberherrschaft über Lehen wie, Narbonne, Béziers, Albi und Nîmes behaupten, während Carcassonne, Razès und Montpellier dem Hause Barcelona zur Vasallität verpflichtet war. Die Familie Trencavel konnte in diesem Spannungsfeld lavierend im 11. Jahrhundert eine starke Machtposition im alten Septimanien etablieren. Dieser Zustand machte das Entstehen eines räumlich geschlossenen Feudalterritoriums unmöglich, weshalb der Anspruch der Grafen von Toulouse an der Realität tatsächlich vorbeiging. Der Selbstanspruch der Tolosaner Grafen auf ein Herzogtum wurde von keiner Seite aus anerkannt, schon gar nicht von den französischen Königen, von denen sie in königlichen Urkunden stets und ausschließlich nur als Grafen von Toulouse betitelt wurden. Neben der Machtfrage dürfte auch die Erkenntnis von der Nichtexistenz eines Herzogtums Narbonne dabei ausschlaggebend gewesen sein.
Einzig der Anführer des im frühen 13. Jahrhundert geführten Albigenserkreuzzugs, Simon de Montfort, konnte für einen kurzen Zeitraum zwischen 1213 und 1218 ein Herrschaftsgebiet zusammenfassen, dass den Vorstellungen der Grafen von Toulouse auf ein Herzogtum Narbonne nahekam, indem er neben Narbonne selbst auch Nîmes, Béziers, Albi, Carcassonne und schließlich in Toulouse die Macht hatte übernehmen können. Er war dann auch der einzige, der von König Philipp II. August offiziell als Herzog anerkannt wurde, durch die an ihn gerichtete Huldigung Montforts im April 1216 in Melun als „Herzog von Narbonne, Graf von Toulouse, Vizegraf von Béziers und Carcassonne“. Sein Sohn Amaury de Montfort übertrug die vom Vater übernommenen Rechte 1225 an die französische Krone, worauf König Ludwig VIII. der Löwe im Jahr darauf die Unterwerfung der betreffenden Gebiete anging, die mit Ausnahme von Toulouse erfolgreich abgeschlossen werden konnte. Das alte Septimanien wurde der Krondomäne angeschlossen und in Seneschallate unterteilt. Die Grafschaft Toulouse folgte als erledigtes Lehen 1270 nach. Bald schon war die historische Landschaft nur noch mit dem Namen Languedoc bekannt.

## Der herzogliche Titel
Die Grafen von Toulouse gehörten schon immer zu den herausragenden Feudalherren des französischen Südens und nahmen in dieser Region eine Stellung vergleichbar eines primus inter pares ein, dementsprechend wurden ihre frühen Vertreter in den Urkunden der westfränkischen Könige häufig mit dem markgräflichen Titel (marchio) versehen. Die Grafen Raimund III. Pons und dessen Onkel Armengol von Rouergue wurden vom Geschichtsschreiber Flodoard als „Fürsten von Gothien“ (principes Gotiæ) oder „Fürst der Gothen“ (Gothorum principe) bezeichnet und Richer nannte Raimund III. Pons gar „Herzog der Gothen“ (Gothorum ducem), was seine dominierende Machtstellung in Gothien/Septimanien verdeutlicht.
Aber erst Graf Raimund IV. von Toulouse nahm den Herzogstitel auch tatsächlich an, indem er sich in einer 1088 an die Abtei Saint-André bei Avignon ausgestellten Schenkungsurkunde „Herzog von Narbonne“ (dux Narbonæ) nannte. Dieser Titel wurde von allen seinen Nachfolgern, mit Ausnahme von Bertrand, gleichberechtigt neben dem des gräflichen beibehalten. Auffallend an dieser Titulierung ist die Vermeidung eines ethnographisch definierten Raumnamens, also den nahe liegenden „Herzog von Gothien“, nach Vorbild der anderen westfränkisch-französischen „Stammesherzogtümer“ Francia, Burgund, Aquitanien, Gascogne, Bretagne und Normandie. Dies dürfte in einer Abgrenzung zu den Grafen von Barcelona zu Grunde gelegen sein, denn der gotische Name umschrieb nach damaligen Verständnis nicht nur die Landschaft Septimanien nördlich der Pyrenäen, sondern auch die südlich von ihnen liegenden Gebiete der Grafen von Barcelona, dem heutigen Katalonien. Einige der frühen katalanischen Grafen wie beispielsweise Borrell II. hatten schon den gotischen Herzogstitel (dux Goticae) getragen, wenngleich sie diesen bald aufgaben. Da Narbonne der alte Haupt- und Metropolitensitz Septimaniens war und die Grafen von Toulouse die mit ihm verbunden gräflichen Rechte innehatten, konnte Raimund IV. das von ihm beanspruchte Herzogtum nach seiner Hauptstadt benennen, ohne auf Befindlichkeiten der Grafen von Barcelona zu stoßen.
Als Herzog von Narbonne nannten sich:
- Raimund IV. von Toulouse († 1105)
- Alfons Jordan von Toulouse († 1148), dessen Sohn
- Raimund V. von Toulouse († 1194), dessen Sohn
- Raimund VI. von Toulouse († 1222), dessen Sohn
- Raimund VII. von Toulouse († 1249), dessen Sohn
- Simon de Montfort († 1218), Gegenprätendent

## Karten

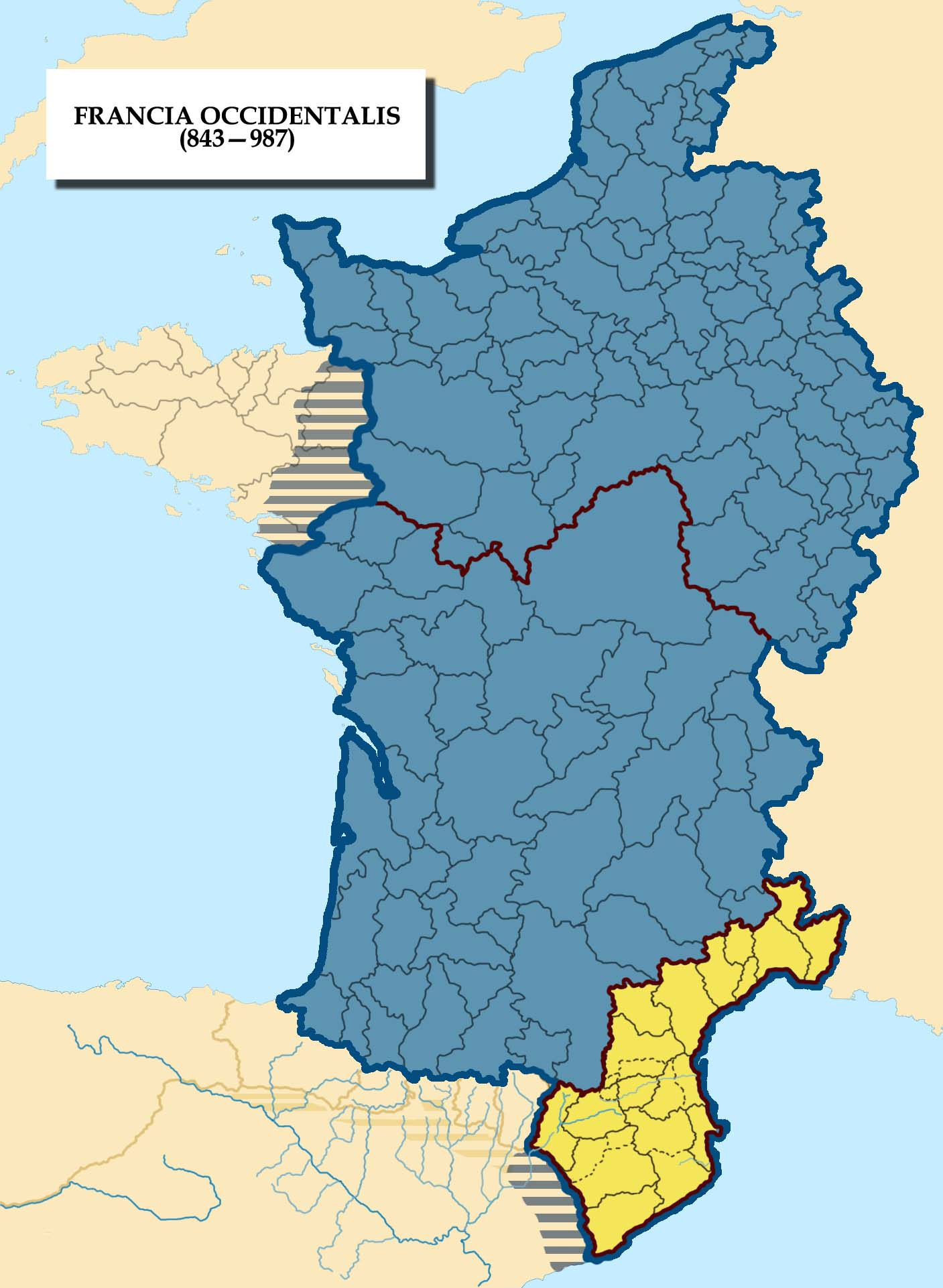
Die gotische Mark aus der Karolingerzeit erstreckte sich sowohl nördlich (Septimanien) als auch südlich (Katalonien) der Pyrenäen.